# Notre Dame College (Dacca)
Il Notre Dame College, Dacca (bengalese: নটর ডেম কলেজ, ঢাকা) è una scuola secondaria superiore cattolica e un college di laurea, con sede a Dacca. Nel 1949 fu fondata da una società di sacerdoti chiamata Congregazione di Santa Croce. Secondo il risultato dell'esame HSC, è considerato uno dei migliori college del Bangladesh.

## Storia
Il Notre Dame College fu fondato per la prima volta al Luxmibazar della Vecchia Dhaka nel novembre 1949. Il nome era quindi "St. Gregory College". Nel 1954-55, l'istituzione fu trasferita ad Arambagh, Motijheel. In seguito fu rinominato Notre Dame College.

## Galleria d'immagini

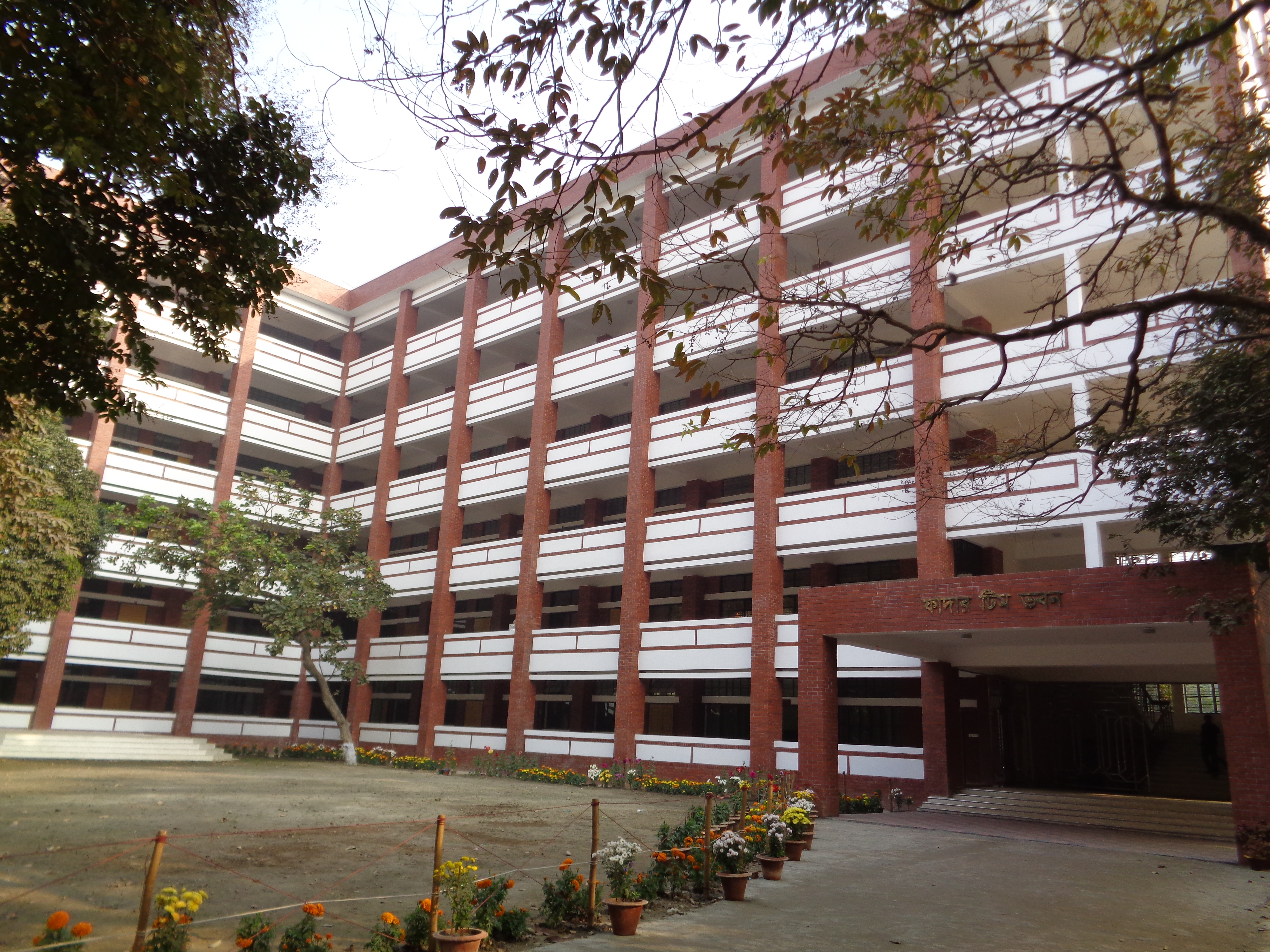
Portico del Father Timm Building
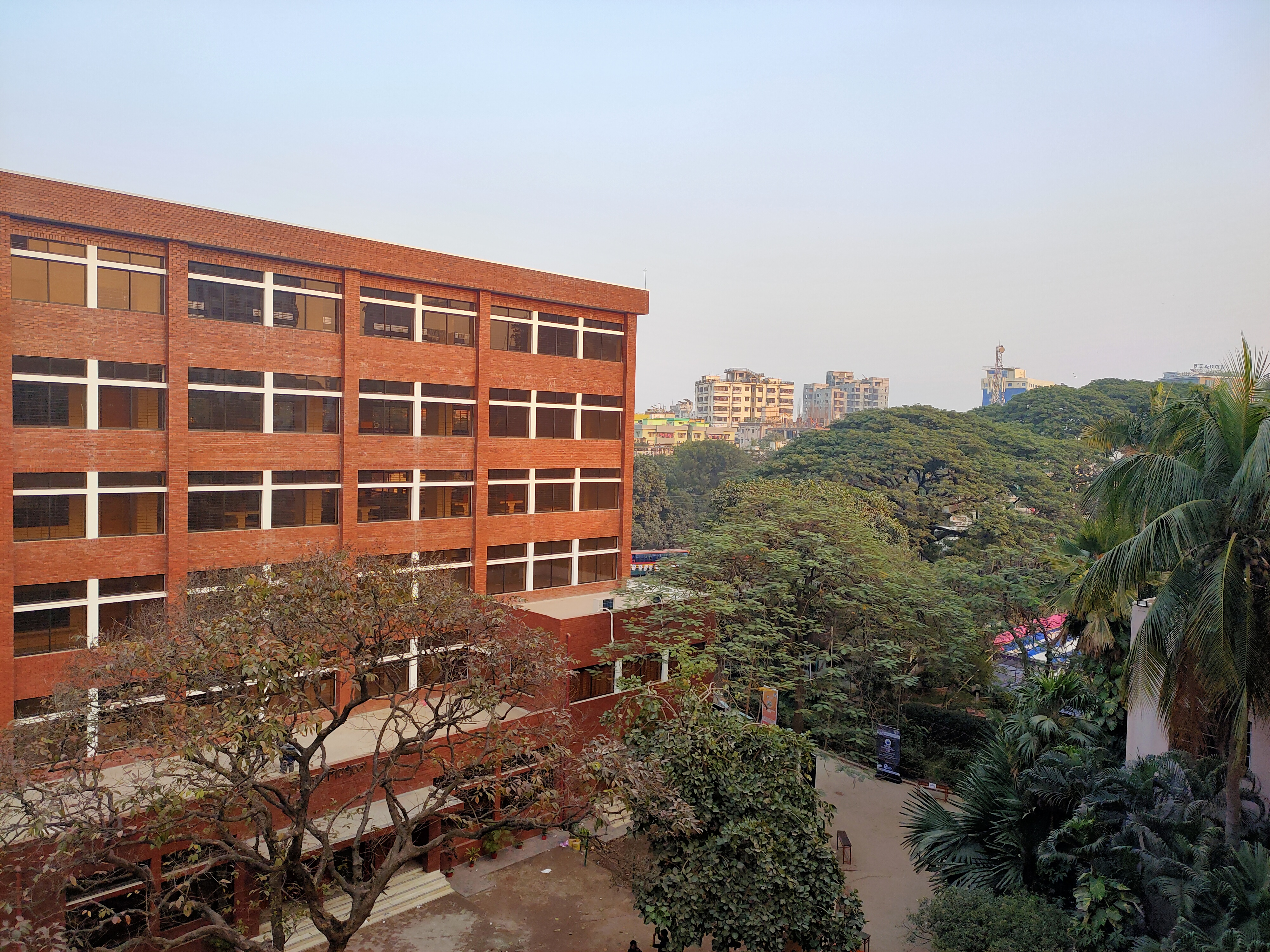
Il Father Peixotto Building
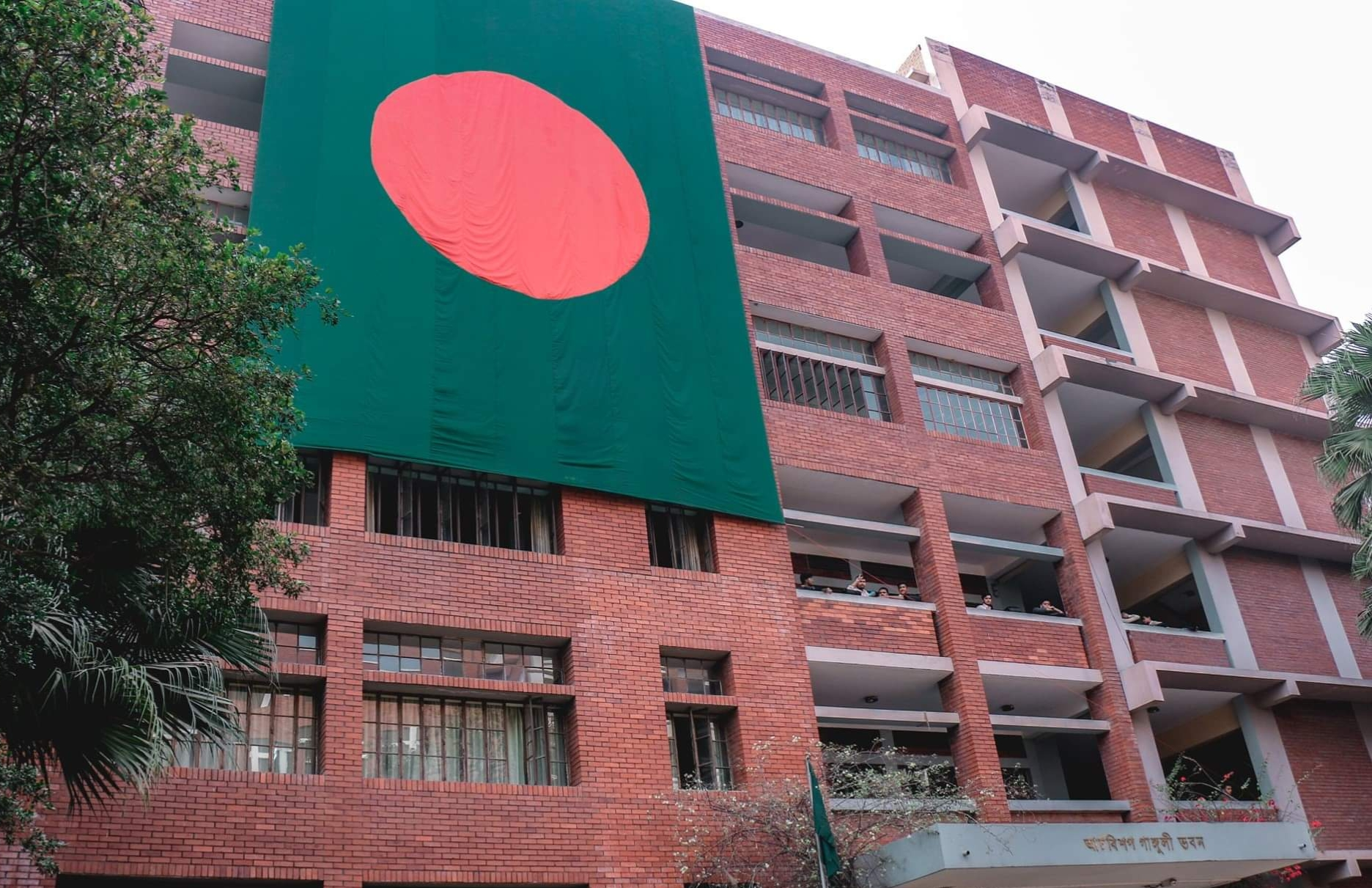
Portico del Archbishop Ganguly Building
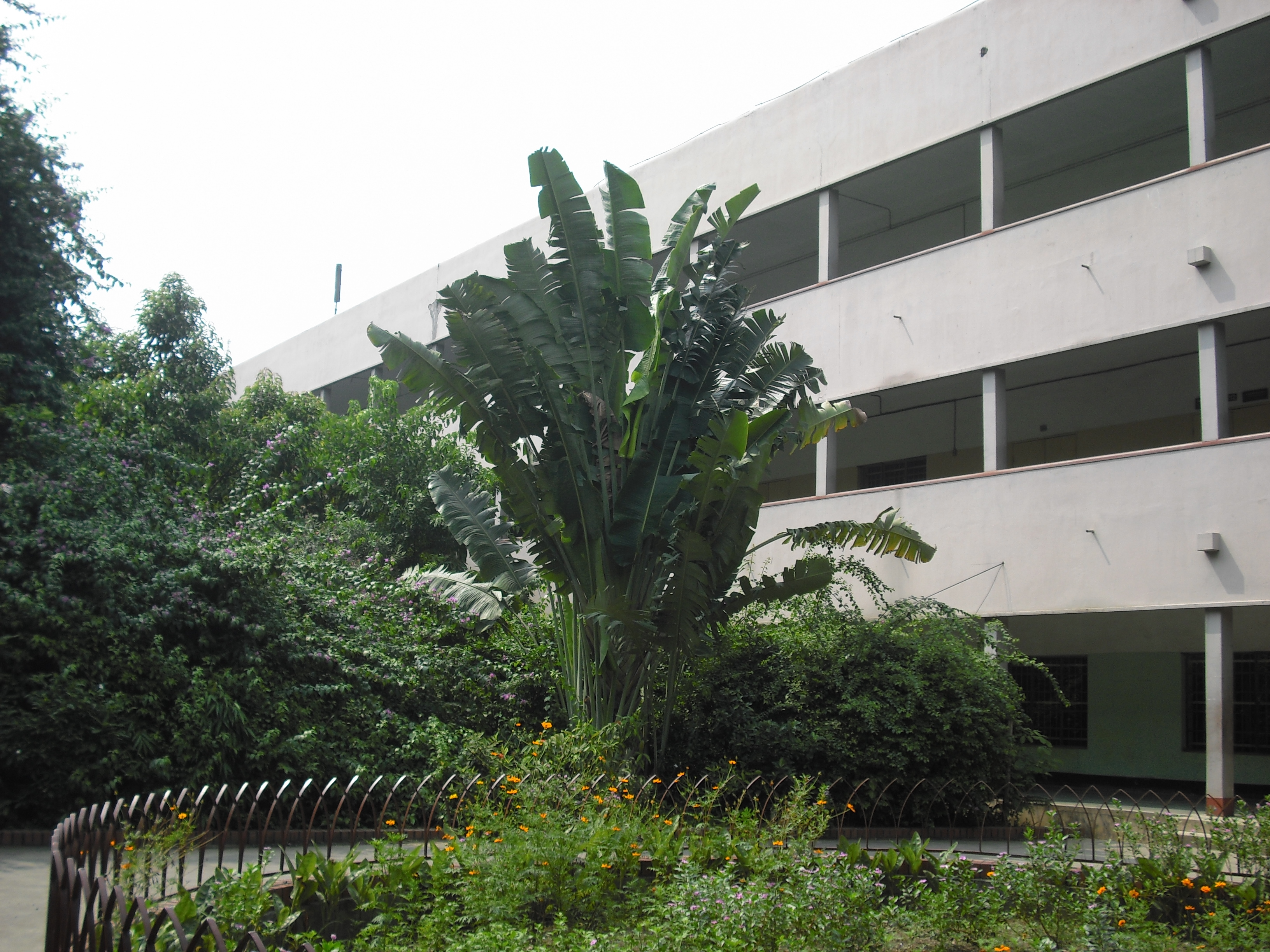
Il Father Harrington Building
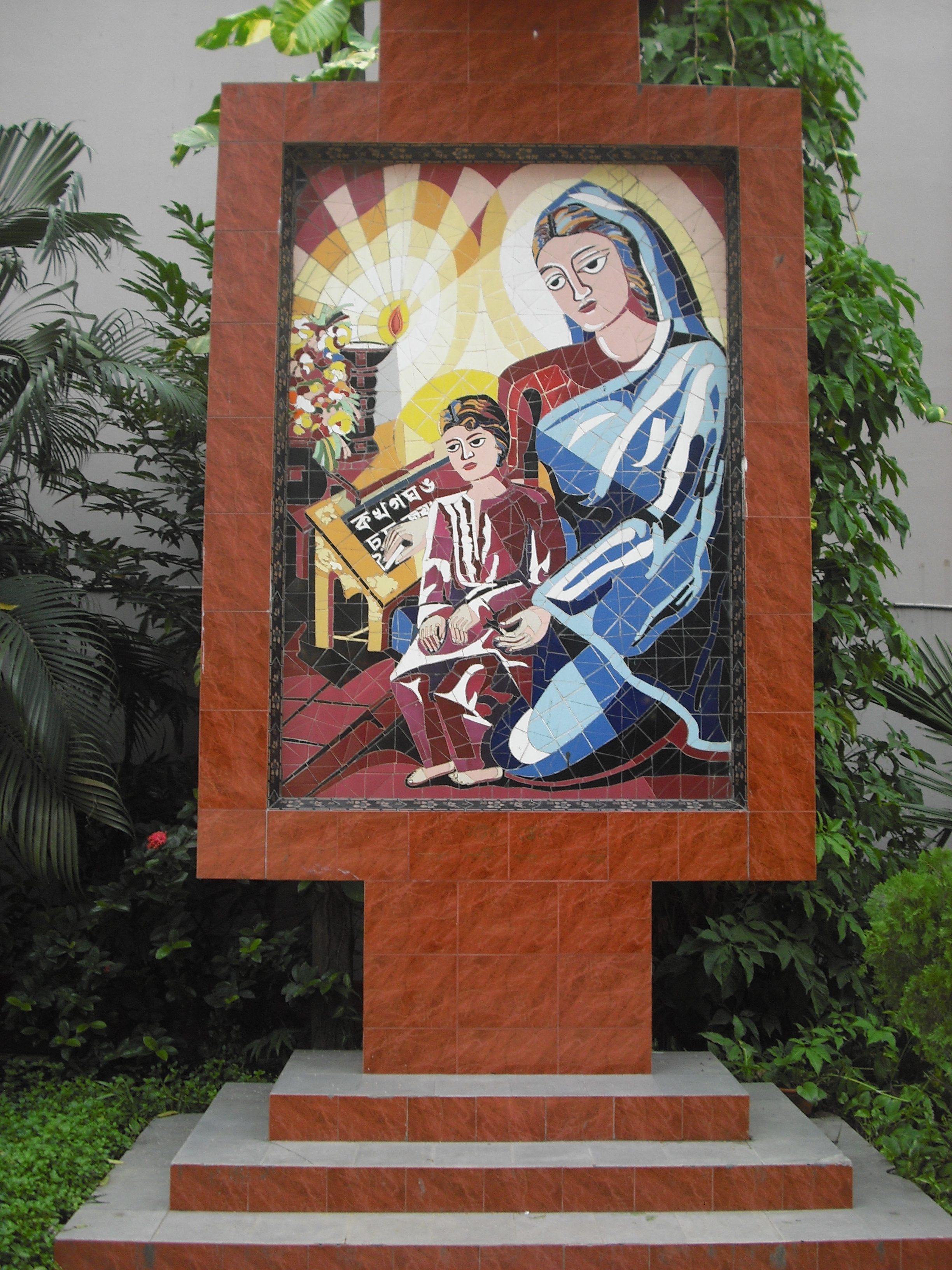
Scultura di Maria